# 865
| [ Edytuj tabelę ]          |                               |
| Król Anglii                | - 860 Ethelbert 866           |
| Hrabia Aragonii            | - 844 Galindo I Aznárez 867   |
| Król Asturii               | - 850 Ordoño I 866            |
| Hrabia Barcelony           | - 865 Bernard z Gocji 878     |
| Cesarz Bizancjum           | - 842 Michał III Metystes 867 |
| Chan Bułgarii              | - 852 Borys I Michał 889      |
| Cesarz Chin                | - 859 Tang Yizong 873         |
| Książę Czech               | - 850 Gościwit 870            |
| Król Franków wschodnich    | - 855 Ludwik II Niemiecki 875 |
| Król Franków zachodnich    | - 843 Karol II Łysy 877       |
| Cesarz Japonii             | - 858 Seiwa 876               |
| Kalif                      | - 862 Al-Musta’in 866         |
| Król Khmerów               | - 850 Dżajawarman III 877     |
| Patriarcha Konstantynopola | - 858 Focjusz I Wielki 867    |
| Król Mercji                | - 852 Burgred 874             |
| Król Nawarry               | - 851 García Íñiguez 880      |
| Król Nortumbrii            | - 863 Ella 867                |
| Papież                     | - 858 Mikołaj I 867           |
| Cesarz rzymski             | - 850 Ludwik II 875           |
| Książę Saksonii            | - 844 Ludolf 866              |
| Król Szkocji               | - 862 Konstantyn I 877        |
| Doża Wenecji               | - 864 Orso I Partecipazio 881 |
| Książę wielkomorawski      | - 846 Rościsław 870           |

Rok 865 / DCCCLXV
stulecia: VIII wiek ~
IX wiek ~
X wiek

lata: 855 «
860 «
861 «
862 «
863 «
864 «
865
» 866
» 867
» 868
» 869
» 870
» 875

## Wydarzenia
- Europa
  - Chrzest Bułgarów z Konstantynopola
  - Początek systematycznych najazdów normańskich na Anglię – Wielka Armia Pogańska (Great Hethen Army) ląduje na wschodnim wybrzeżu Wysp Brytyjskich[1]
  - Budowa grodu w Gieczu

## Zmarli
- Longtan Chongxin – chiński mistrz chan (ur. 782)
- 3 lutego – Ansgar (św. Oskar), misjonarz chrześcijaństwa w Skandynawii, "apostoł północy"